# 武斌
武斌（1957年—），山西离石人，汉族，中华人民共和国政治人物、第十一届全国人民代表大会四川地区代表。
毕业于西南农学院农学专业。加入民盟。任民盟四川省委副主委、广元市委主委，广元市人大常委会副主任。2008年起担任全国人大代表。